# Kenji Haneda
Kenji Haneda (Chiba, 1 december 1981) is een Japans voetballer.

## Clubcarrière
Haneda speelde tussen 2000 en 2010 voor Kashima Antlers en Cerezo Osaka. Hij tekende in 2011 bij Vissel Kobe.